# Ryu Su-jeong
Ryu Su-jeong (Hangul: 류수정) née le 19 novembre 1997 à Daejeon, est une chanteuse sud-coréenne, et membre du girl groupe Lovelyz.
Après la fin du contrat de Lovelyz et sa pause en novembre 2021, elle décide de ne pas renouveler son contrat avec Woollim.